# Chiesa di Santa Cecilia della Fossa
La chiesa di Santa Cecilia della Fossa, anche nota come Santa Cecilia de Fovea, era una chiesa di Roma dedicata a santa Cecilia, una vergine martire. La chiesa si trovava nei pressi della chiesa di Sant'Angelo in Pescheria, nel rione Sant'Angelo.
Non va confusa con altre due chiese esistite nello stesso rione e dedicate alla stessa santa: Santa Cecilia all'Arco Savello e Santa Cecilia dei Pantaleoni.

## Storia
La chiesa fu costruita più o meno nel XII secolo. Il soprannome "della Fossa" si riferisce alla contrada medioevale nota come "Fossa", che a sua volta prendeva il nome dalla Cloaca Massima, il sistema fognario del periodo romano tuttora esistente nell'area. Il termine latino fovea corrisponde all'italiano "fossa" e viene citato nel catalogo di Torino del 1320 circa e nel catalogo del Signorili del 1425 circa. Probabilmente la chiesa venne demolita nel XV secolo.
Secondo un'ipotesi, la chiesa di Santa Cecilia della Fossa corrisponderebbe allo stesso luogo di culto noto con il nome di "Santa Cecilia Nicolai Marescalchi", citato solamente nel catalogo di Cencio Camerario del 1192, nel quale sono citate sei chiese dedicate alla martire romana, e tra queste manca proprio la chiesa della contrada della Fossa.